# Анциферовское сельское поселение
Анциферовское сельское поселение — упразднённое муниципальное образование в Хвойнинском муниципальном районе Новгородской области России.
Административный центр — село Анциферово, расположена к западу от Хвойной.
В марте 2020 года упразднено в связи с преобразованием муниципального района в муниципальный округ. Оно соответствует административно-территориальной единице Анциферовское поселение Хвойнинского района.

## География
Территория сельского поселения расположена на северо-востоке Новгородской области. По территории протекает река Медведа. На этой территории находится множество озёр — Городно, Сосница, Сомино, Налой, Еросовское, Митинское, Островно, Худоежа и др.

## История
Анциферовское сельское поселение было образовано законом Новгородской области от 17 января 2005 года № 396-ОЗ, Анциферовское поселение — законом Новгородской области от 11 ноября 2005 года № 559-ОЗ.
Законом Новгородской области от 30 марта 2010 года, в Анциферовское сельское поселение было включено упразднённое Бродское сельское поселение и все населённые пункты упразднённого поселения соответственно были включены в Анциферовское поселение.

## Население
| 2010 | 2012  | 2013  | 2014  | 2015  | 2016  | 2017  |
| ---- | ----- | ----- | ----- | ----- | ----- | ----- |
| 1145 | ↘1137 | ↘1126 | ↘1121 | ↗1122 | ↘1106 | ↘1077 |

По данным генетиков в популяции «Анциферово» преобладает Y-хромосомная гаплогруппа R1a-M198 — 31,8 %, далее идут гаплогруппы R1a1a1b1a1-M458 — 13,6 %, N1a1a1a1a1a-VL29 — 13,6 %, N1a1a1a1a2-Z1936 — 11,4 %, I1-M253 — 9,1 % и E1b1b1-M35 — 6,8 %.

## Населённые пункты
В состав поселения входят 20 населённых пунктов.
| №  | Населённый пункт | Тип населённого пункта  | Население |
| -- | ---------------- | ----------------------- | --------- |
| 1  | Анциферово       | деревня                 | →0        |
| 2  | Анциферово       | село                    | ↘865      |
| 3  | Брод             | деревня                 | ↘63       |
| 4  | Внуто            | деревня                 | ↘14       |
| 5  | Ворониха         | деревня                 | ↘3        |
| 6  | Глездово         | деревня                 | 0         |
| 7  | Голубиха         | деревня                 | →0        |
| 8  | Горный           | посёлок                 | ↘129      |
| 9  | Городок          | деревня                 | →0        |
| 10 | Долбеники        | деревня                 | ↘3        |
| 11 | Ерзовка          | деревня                 | ↘2        |
| 12 | Еросиха          | деревня                 | →0        |
| 13 | Замостье         | деревня                 | ↗2        |
| 14 | Ильичино         | деревня                 | ↗2        |
| 15 | Киприя           | железнодорожная станция | 25        |
| 16 | Назарьино        | деревня                 | →0        |
| 17 | Новинка          | деревня                 | ↗21       |
| 18 | Ножкино          | деревня                 | →14       |
| 19 | Стрижево         | деревня                 | →0        |
| 20 | Удовище          | деревня                 | ↗2        |

12 апреля 2010 года в состав поселения вошли 17 населённых пунктов из состава упразднённого Бродского сельского поселения — посёлок Горный, посёлок при станции Киприя и 15 деревень: Анциферово, Брод, Внуто, Ворониха, Голубиха, Городок, Долбеники, Ерзовка, Еросиха, Замостье, Ильичино, Новинка, Ножкино, Стрижево и Удовище.

## Транспорт
По территории поселения проходят пути Октябрьской железной дороги линии Санкт-Петербург — Мга — Кириши — Неболчи — Хвойная — Кабожа — Пестово — Сонково — Москва (Москва-Савёловская)